# Luke Laughs Last
Luke Laughs Last è un cortometraggio muto del 1916 prodotto e diretto da Hal Roach.  Interpretato da Harold Lloyd, il film fa parte della serie di comiche che avevano come protagonista il personaggio di Lonesome Luke.

## Trama
Infelice nel suo lavoro di maggiordomo (anche se gli piace indossare un vestito da donna), Luke si trova coinvolto con gli scassinatori e la legge.

## Produzione
Il film fu prodotto da Hal Roach per la Rolin Films (come Phunphilms). Venne girato dal 29 gennaio al 17 febbraio 1916.

## Distribuzione
Distribuito dalla Pathé Exchange, il film - un cortometraggio in una bobina - uscì nelle sale cinematografiche USA il 5 giugno 1916.